# سيجيلماساصور

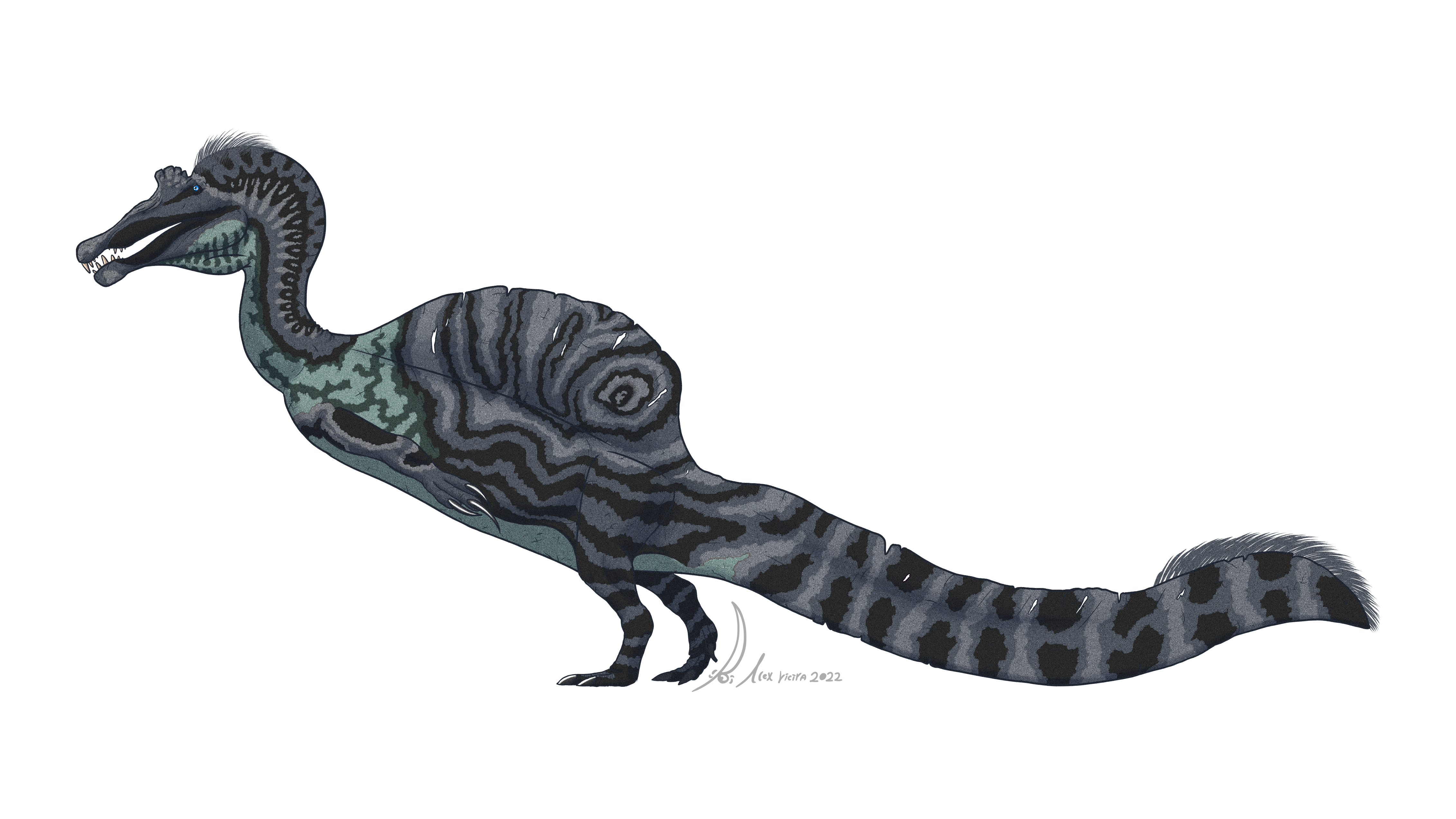

سيجيلماساصور بالانجليزية Sigilmassasaurus هو جنس من الديناصورات السبينوصورية المتوسطة في الحجم التي عاشت في العصر الطباشيري المتاخر في السينوماني حوالي 100 الى 94 مليون سنة عاش هذا الجنس بشمال افريقيا وتم اكتشافه في المغرب بكمكم وسمي سنة 1996 من قبل دالي راسيل.